# Manuel Ier Comnène
Vous lisez un « article de qualité » labellisé en 2006.
Pour les articles homonymes, voir Manuel Ier et Manuel Comnène.
Manuel Ier Comnène (en grec byzantin : Μανουήλ Αʹ Κομνηνός / Manouếl I Komnênós), né le 28 novembre 1118 et mort le 24 septembre 1180, est un empereur byzantin (1143-1180) à une période charnière pour l’Empire. Manifestant sa volonté de le restaurer dans sa gloire passée et de réaffirmer la suprématie byzantine sur le monde méditerranéen au XIIe siècle, Manuel poursuit une politique étrangère ambitieuse et énergique. Pour ce faire, il s'allie au pape et aux puissances occidentales montantes, envahit l'Italie, maîtrise le passage de la deuxième croisade à travers son empire et établit un protectorat byzantin sur les royaumes croisés d'Outremer. Faisant face au djihad islamique en Terre sainte, il soutient le royaume de Jérusalem, notamment lors de l'invasion de l'Égypte fatimide. Manuel recompose la carte politique des Balkans et de la Méditerranée orientale en plaçant les royaumes de Hongrie et d'Outremer sous l'hégémonie byzantine et en menant des campagnes militaires aussi bien à l'ouest qu'à l'est. Toutefois, vers la fin de son règne, les réalisations de Manuel en Anatolie sont compromises par sa défaite à la bataille de Myriokephalon.
L'historien latin Guillaume de Tyr décrit Manuel comme sage, bon et brave. Manuel est aussi loué par Robert de Clari comme étant « un homme généreux et plein de sagesse ». Une telle estime pour un souverain byzantin est rare parmi les chroniqueurs occidentaux, et incite quelques historiens modernes à le voir comme un innovateur inspiré qui compte plus sur la coopération que sur la confrontation avec l'Occident et les croisés.
Nommé Megas (Μέγας, « le Grand ») à Constantinople, Manuel est connu pour avoir inspiré une loyauté intense à ceux qui l'ont servi. Il apparaît comme un héros dans une histoire écrite par son secrétaire Jean Cinnamus et chez qui on retrouverait toutes les vertus : du courage au combat, en passant par l'intelligence, l'humanité, jusqu'à des compétences en philosophie et même en médecine. Jean Phokas, un soldat qui combat dans l'armée de Manuel, le décrit comme un glorieux empereur, « sauvegardant le monde ».
Manuel est de plus renommé pour son charisme et son affinité pour l'Occident, ce qui l'amène à organiser des joutes équestres et même à y participer, chose inhabituelle pour les Byzantins. Il est représentatif d'un nouveau genre de souverains byzantins dont la pensée est influencée par les croisés occidentaux. Homme de guerre accompli et doté d’un grand courage, Manuel s'est consacré aux armes tout au long de son règne avec diverses fortunes.

## Sources

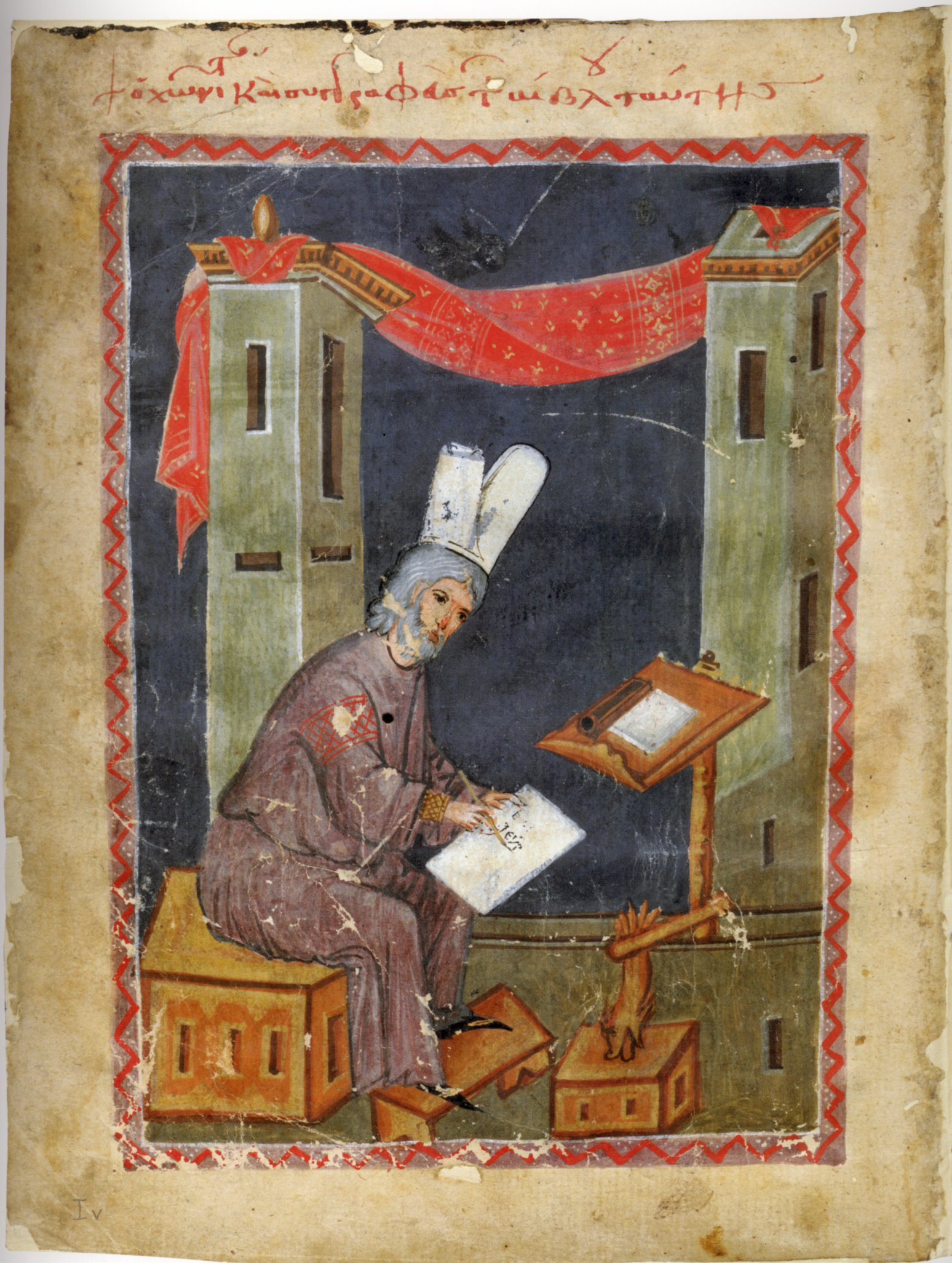
« Nicétas Choniatès travaillant à sa Chronique », miniature byzantine du XIVe siècle.

Le règne de Manuel Ier est relativement bien documenté, par une diversité de sources. Du côté des Byzantins, deux auteurs se dégagent. D'abord, Jean Cinnamus, auteur d'une histoire des règnes de Jean II Comnène et Manuel Ier qui s'interrompt brutalement en 1176, ne couvrant pas les dernières années du règne de Manuel, est un fervent défenseur de l'empereur, dont il est un contemporain et un contempteur des Occidentaux et des croisés. Du fait de cette proximité avec Manuel, Cinnamus a parfois été considéré comme une sorte d'historien officiel de l'empereur, ce qui a souvent amené les historiens modernes à s'en méfier. Nicétas Choniatès est l'autre historien majeur du XIIe siècle byzantin. Écrivant plus tardivement, puisqu'il meurt en 1217, il a une vingtaine d'années à la mort de Manuel et se réfère donc plutôt à des témoignages ou à des écrits existants pour décrire le règne de l'empereur, dont il est aussi un admirateur.
En raison du phénomène des croisades, les sources latines peuvent aussi être convoquées, bien qu'elles présentent parfois un biais anti-byzantin assez fort, généralement atténué en ce qui concerne Manuel Ier. Parmi les auteurs figurent Eudes de Deuil, qui narre la deuxième croisade de Louis VII le Jeune, ou encore Guillaume de Tyr. Logiquement, leurs écrits se concentrent sur le passage de la croisade et sur les événements en Terre Sainte, ainsi que sur les relations entre les croisés et les Byzantins.

## Accession au trône (1143)

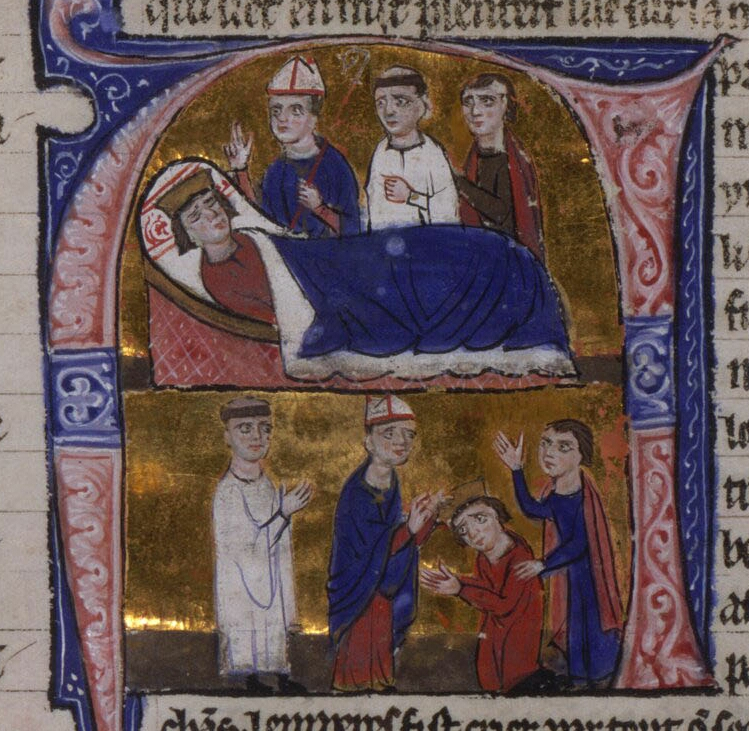
La mort de Jean II Comnène et le couronnement de Manuel Ier Comnène.

Manuel Comnène est le quatrième fils de Jean II Comnène et de Piroska, fille de Ladislas Ier de Hongrie. Rien au départ ne le destine à monter sur le trône. Il a trois frères plus âgés et Jean II désigne son fils aîné Alexis pour lui succéder. Mais ce prince meurt au printemps 1142 de maladie suivi peu après par son frère Andronic. S'étant distingué dans la guerre menée contre les Seldjoukides, Manuel est alors désigné par son père pour lui succéder de préférence à son fils aîné encore vivant, Isaac. Mais cette investiture paternelle ne règle pas complètement la question de la succession : elle a lieu en effet auprès du lit de mort de son père dans les étendues de Cilicie, très éloignées de la capitale Constantinople. Pour faire valoir cette succession, Manuel doit rapidement retourner dans la capitale, mais il doit encore s'occuper des funérailles de son père. La tradition veut aussi qu’il fonde un monastère sur le lieu où son père est mort. Cependant, il dépêche au préalable dans la capitale son secrétaire Jean Axouch avec des ordres pour arrêter son plus dangereux rival : son frère Isaac qui vit au Grand Palais et a ainsi un accès immédiat au trésor. Axouch arrive dans la capitale avant même la nouvelle de la mort de Jean II. Il s'assure rapidement de la loyauté de la cité et quand Manuel fait son entrée dans la capitale en août 1143, il est couronné par le nouveau patriarche Michel II Courcouas. Quelques jours plus tard, quand il n'a plus rien à craindre, Manuel ordonne la libération de son frère, sa position étant assurée,.
L'État byzantin doit faire face à de formidables défis à l'avènement de Manuel. À la fin du XIe siècle, les Normands ont libéré la Sicile du joug arabo-musulman mais ne la rendent pas aux Byzantins. Les Turcs seldjoukides ont quant à eux avancé en Anatolie centrale. Au Levant, une nouvelle force est apparue : les États latins d’Orient des croisés. Toutes ces nouvelles puissances qui s’attaquent aux terres historiquement occupées par l’Empire sont un danger pour lui.

## La deuxième croisade et Renaud de Châtillon (1144-1158)

### Allégeance du prince d'Antioche

Les Etats latins d'Orient sous Jean II Comnène. Sous Manuel Ier, les Arméniens de Cilicie sont soumis à l'Empire, le comté d'Edesse disparaît dans les années 1140 et la principauté d'Antioche est inféodée aux Byzantins.

La première épreuve que Manuel doit affronter arrive en 1144, quand Raymond de Poitiers, prince d’Antioche, lui demande la cession des territoires ciliciens, ce que refuse Manuel, rappelant ses droits sur Antioche. Toutefois, plus tard dans la même année, l’État latin du comté d’Édesse est emporté par une offensive habile de l'atabeg de Mossoul et d'Alep, Zengi. Cette victoire retentissante provoque le prêche de la deuxième croisade et sera tenue par les chroniqueurs arabes ultérieurs comme le lancement d'un vaste jihad contre les états croisés. Dans le même temps, les Byzantins font une démonstration de force aux portes d'Antioche avec l'envoi d'une armée dirigée par Jean Kontostéphanos. Raymond de Poitiers, le prince d'Antioche, doit se rendre à Constantinople en 1145 pour se soumettre à l'empereur et demander sa protection. Après l'avoir fait attendre de façon à lui rappeler sa supériorité, Manuel accepte bien volontiers,. En effet, le territoire d'Antioche a toujours été revendiqué par les Byzantins, qui estiment avoir des droits dessus du fait de l'existence du duché d'Antioche jusque dans les années 1080. Malgré cela, la situation des Etats latins continue de se détériorer. En 1149, Josselin II d'Édesse meurt et Manuel rachète les derniers châteaux du comté à sa veuve, sans parvenir à les conserver très longtemps. L'empereur tente ensuite de persuader Constance d'Antioche, veuve de Raymond de Poitiers mort en 1149, d'épouser Jean Roger, un Normand passé au service de l'Empire,. Cela permettrait à Manuel de consolider son emprise sur Antioche mais Constance se tourne vers Renaud de Châtillon. Il semble par ailleurs que la population d'Antioche ait mal vu le projet de mariage qui aurait signifié une soumission à la fiscalité byzantine.

### La croisade arrive

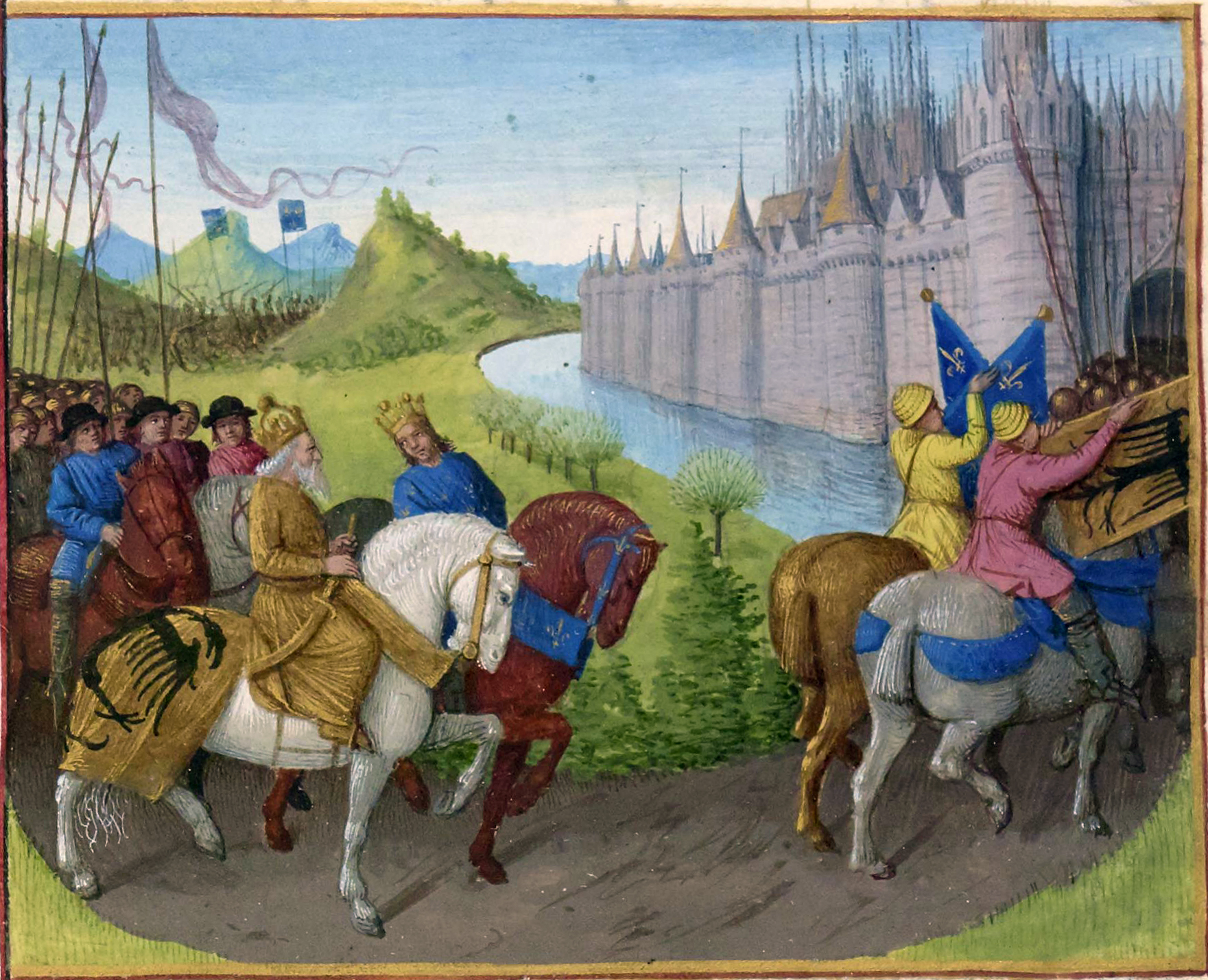
Arrivée de la deuxième croisade devant Constantinople.

Toutefois, Manuel ne peut donner suite à ces premiers succès dans l'Est, à cause d'événements qui requièrent sa présence dans les Balkans. En 1147, il autorise le passage de deux armées de la deuxième croisade à travers ses terres : celles de Conrad III de Hohenstaufen et de Louis VII le Jeune. Il y a encore des personnes à la cour byzantine qui se rappellent le passage de la première croisade. La croisade est un événement marquant dans l'imaginaire collectif de ce temps et elle fascine particulièrement la tante de Manuel, Anne Comnène, qui décrit quelques-uns de ses chefs dans son Alexiade, une biographie de son père, le grand-père de Manuel, Alexis Ier Comnène. Beaucoup de Byzantins craignent la croisade et ce sentiment est amplifié par les nombreux actes de vandalisme et de vols perpétrés par les armées croisées indisciplinées alors qu'elles traversent le territoire byzantin. Jonathan Harris note le parallèle entre la réaction d'Alexis Ier à la première croisade et celle de Manuel à la deuxième. Dans les deux cas, l'élite impériale pense que Jérusalem n'est qu'un prétexte et que Constantinople pourrait être la cible. Dès 1146, des échanges d'ambassades interviennent et les émissaires byzantins rencontrent Louis VII le Jeune à Regensburg. Les croisés demandent l'assistance logistique des Byzantins tandis que ces derniers exigent qu'aucun dommage ne soit fait sur le territoire impérial et que tout territoire conquis qui a précédemment appartenu à l'Empire lui soit remis.
Les Germaniques sont les premiers à pénétrer en terres byzantines au cours de l'été 1147, suivis par les troupes de Louis VII. De nombreux troubles émaillent cette traversée. Les croisés essaient de se ravitailler mais les populations locales en profitent souvent pour leur vendre des produits à des prix élevés, tandis que les croisés s'emparent parfois de provisions par la force. Quelques violences sont attestées, notamment à Andrinople où un soldat croisé est tué près d'un monastère, lequel est brûlé sur ordre de Frédéric Barberousse, le neveu de Conrad. Des incidents sont aussi rapportés entre les Germaniques et les Francs,. En septembre, Manuel refuse l'approche de Constantinople à Conrad et le redirige vers Gallipoli, ce que l'empereur germanique refuse. Une escarmouche intervient devant les murailles de Constantinople, à l'avantage des Byzantins selon Jean Cinnamus. Finalement, Manuel met des navires à disposition de l'armée de Conrad qui peut traverser juste avant les Francs, non sans que certains soldats ne rejoignent les rangs byzantins en qualité de mercenaires. Le 4 octobre, c'est au tour de Louis VII de se présenter devant Constantinople. Cette fois, aucun trouble d'importance n'est rapporté et Manuel reçoit le roi des Francs, non sans lui symboliser son infériorité en le faisant s'asseoir plus bas que lui. En revanche, il lui fait visiter la cité et lui accorde l'hospitalité requise aux hôtes de marque. Finalement, les Francs peuvent traverser le Bosphore sans encombre.
Par la suite, les croisés, qui se regroupent à Nicée, doivent combattre les Turcs pour se rendre jusqu'à Antalya et faire voile jusqu'en Terre Sainte. En décembre 1147, Conrad III, malade, est rapatrié à Constantinople avec des moyens dépêchés par Manuel, qui s'efforce d'être le plus agréable possible à l'empereur germanique. Celui-ci peut finalement se rendre en Terre Sainte au printemps 1148 avant de rentrer en Allemagne au tournant de l'année 1149, non sans s'arrêter à Thessalonique où, avec Frédéric Barberousse, il rencontre à nouveau Manuel pour conclure un traité d'alliance dirigé notamment contre les Normands.
Dans l'ensemble, les auteurs byzantins félicitent Manuel pour la gestion du passage des croisés, à l'image d'Eustathe de Thessalonique ou de Manganeus Prodromus, qui affirme qu'il a sauvé Constantinople des hordes sauvages de l'Ouest. En revanche, les croisés sont généralement plus critiques, notamment du fait de l'échec de la deuxième croisade qui ne change pas fondamentalement l'équilibre des forces en Terre Sainte. Eudes de Deuil, le chroniqueur franc de la Croisade, blâme plus spécifiquement les Byzantins pour n'avoir pas suffisamment soutenu la croisade, usant plus de la parole que des actes. Il accuse aussi Manuel de duperie et de complicité avec les Turcs. Dans les deux cas, ces témoignages attestent d'une méfiance profonde entre les deux pôles de la chrétienté, brutalement mis en contact rapproché du fait des croisades.

### L'invasion de Chypre

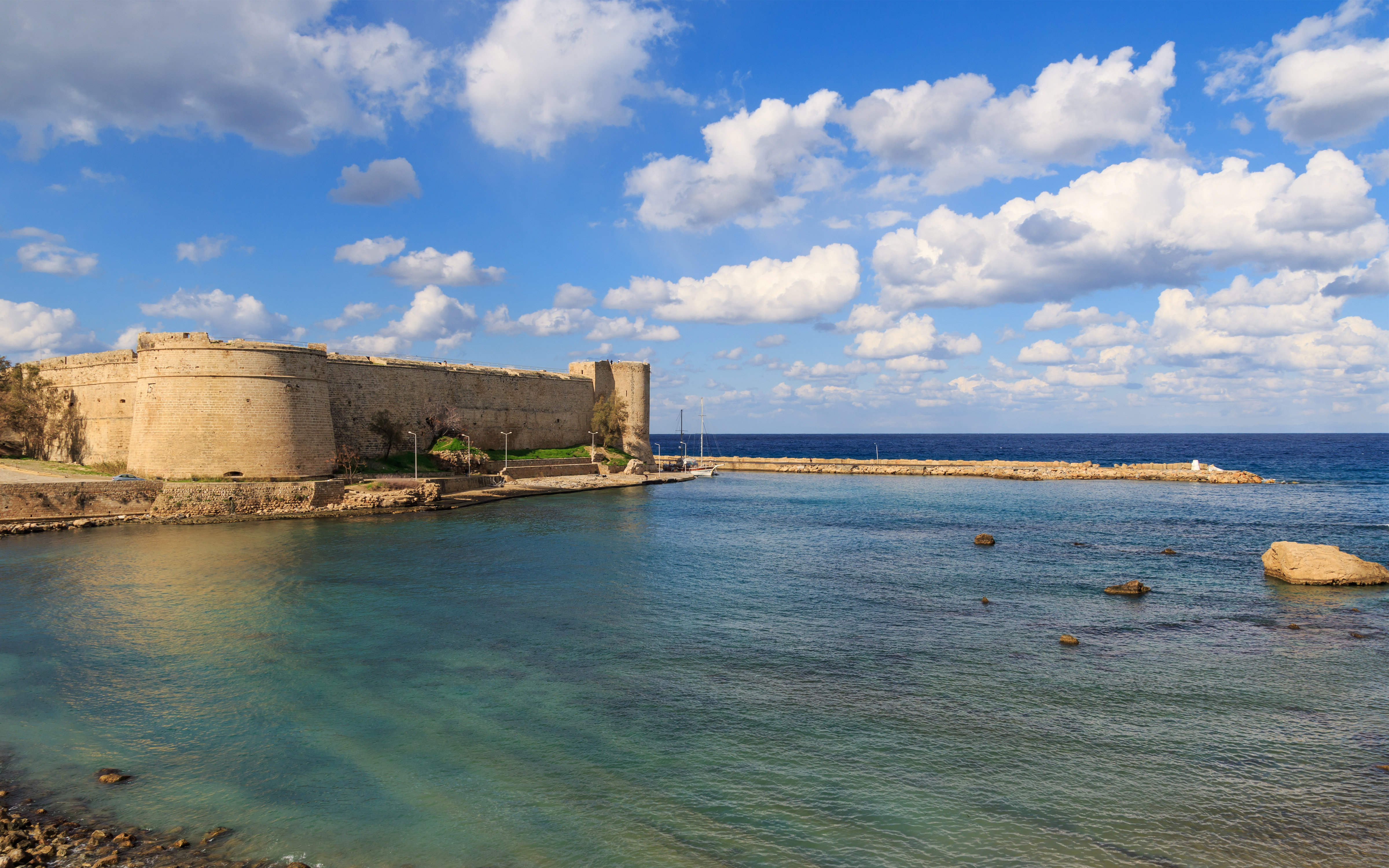
La forteresse de Kyrenia à Chypre. La garnison ne suspecte rien et est surprise par les croisés.

À la suite de l'échec du mariage de Constance d'Antioche avec Roger Raoul, Manuel n'abandonne pas l'espoir de faire rentrer la principauté d'Antioche au sein de l'orbite byzantine. En 1156, il tente une alliance avec Renaud de Châtillon et le persuade d'attaquer le prince des Montagnes Thoros II, qui dirige les Arméniens de Cilicie et vient de s'attaquer à plusieurs cités byzantines de la région. Si Renaud de Châtillon s'aquitte de sa tâche avec succès, il perçoit mal le manque de considération en retour de l'empereur byzantin et finit par se retourner contre lui. Il s'allie avec Thoros et lance un raid conjoint contre l'île de Chypre, alors byzantine. Cette expédition est un succès et le prince d'Antioche pille plusieurs monastères, non sans commettre d'importantes violences, qui soulèvent des indignations, y compris chez les chroniqueurs latins comme Guillaume de Tyr. Des scènes de massacres et de viols sont rapportées.
Manuel répond à cet outrage de manière énergique et caractéristique de son comportement. Il assemble une immense armée et ne perd pas de temps à marcher sur Antioche. Son avance est si rapide qu'il réussit à surprendre Thoros II d'Arménie, qui a participé à l'attaque contre Chypre. Toutes les villes et les cités de Cilicie tombent immédiatement sous la coupe impériale, et Thoros II est obligé de se soumettre à l'empereur.

### ManuelIerà Antioche
Pendant ce temps, la nouvelle de l'avance incroyablement rapide de l'armée byzantine a atteint Antioche, et frappe Renaud de Châtillon de terreur. Il réalise qu'il n'a aucune chance de battre la formidable armée de Manuel, et qu'il ne peut attendre aucune aide du roi Baudouin III de Jérusalem. Baudoin n'avait pas approuvé l'attaque de Renaud sur Chypre et dans tous les cas, avait un accord avec l'empereur, puisqu'il venait d'épouser Théodora Comnène, nièce de Manuel. De plus, Jérusalem était bien trop éloignée pour que Baudouin puisse même avoir le temps d'arriver. Ainsi isolé et abandonné de ses alliés, Renaud décide, sur les conseils de l'évêque Gérard de Laodicée, qu'une soumission humiliante est la seule porte de sortie pour lui. Il apparaît devant l'empereur à Mopsueste à l'automne 1158, vêtu d'une robe de pénitent, avec une corde autour du cou, tenant son épée par la pointe pour la présenter à Manuel et demande son pardon. Manuel ignorant en premier lieu le repentant, mène discussion avec ses courtisans ; l’historien Guillaume de Tyr nous apprend que cette scène ignominieuse dura si longtemps que tous les présents en furent « dégoûtés »,. Enfin, Manuel pardonne à Renaud, à la condition qu'il cède la citadelle d'Antioche si elle lui est demandée, qu'il fournisse un contingent pour l'armée impériale et enfin qu'il accepte un patriarche grec. Renaud devient donc un vassal de Manuel, ce qui inféode plus étroitement Antioche à Constantinople.

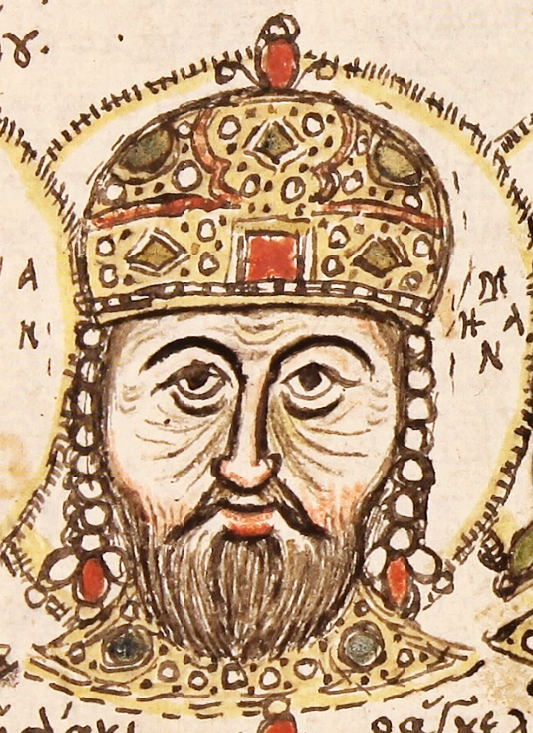
Portrait de Manuel Ier dans le Mutinensis gr. 122, manuscrit du XV.

La paix ayant été rétablie, une grande procession cérémonielle est organisée pour l'entrée triomphale de Manuel dans la cité, ce dernier chevauchant à travers les rues tandis que Renaud et le roi de Jérusalem, arrivé entre-temps, suivent à pied. Manuel dispense la justice aux citadins et préside à des jeux et des tournois organisés pour la foule,.
Au printemps suivant (avril-mai 1159), Manuel lance, conjointement avec Baudouin III de Jérusalem et Renaud de Châtillon, une campagne contre Nur ad-Din. Les armées franques et byzantines se dirigent vers Alep, contrairement à ce qui avait été fait du temps du père de Manuel, Jean II Comnène. La simple arrivée de ces forces aux portes de sa cité pousse l'atabeg, à demander des termes de paix, comprenant notamment la remise en liberté de tous ses prisonniers, constitués notamment à l'occasion de la deuxième croisade, ce qui rétablit son image auprès des seigneurs croisés. Manuel, au lieu de pousser son avantage et d'attaquer le royaume zengide, fait alors demi-tour en juin 1159 et regagne Constantinople, en passant par la Cilicie. Les Francs, désemparés par cette paix subite, se replient également. Cette défection très rapide, alors que Manuel, allié aux Francs, aurait pu réduire la puissance des Zengides d'Alep, a été analysée par René Grousset comme un calcul politique visant à maintenir les Francs sous pression musulmane et les obliger à admettre la suzeraineté byzantine sur la Cilicie et Antioche. La « perfidie des empereurs grecs » est jugée aussi sévèrement par le chroniqueur arménien Grégoire le Prêtre, continuateur de Mathieu d'Édesse, qui voit ses compatriotes abandonnés aux Turcs.
Manuel ayant mal tenu ses engagements, la condition du remplacement du patriarche latin d'Antioche par un patriarche grec, sur laquelle s'était engagé Renaud de Châtillon lors de son serment de vassalité à Manuel, n'est pas appliquée par les Francs. Cette question n'était pas que confessionnelle : en substituant un patriarche grec au latin, la ville se serait à court ou moyen terme grécisée, ce que ne souhaitaient pas les Francs.
Satisfait des résultats obtenus, Manuel retourne à Constantinople. Sur le chemin du retour, ses troupes sont surprises en ordre de marche par les Seldjoukides. Malgré ce désavantage, c'est une victoire totale pour Manuel, son armée ayant infligé de lourdes pertes aux Seldjoukides avant de les disperser. Dans l'année qui suit, il libère l'Isaurie de la présence seldjoukide.
Les termes de l'accord entre Manuel et Renaud de Châtillon montrent que Manuel ne veut pas seulement atteindre l'objectif de son père et de son grand-père qui est de ramener Antioche dans le giron impérial, mais qu'il voit plus grand, considérant les Latins et l'Occident comme une force à utiliser pour affirmer la présence byzantine sur tout le pourtour méditerranéen. Pour cela, il cherche moins à rétablir le contrôle direct de l'Empire sur les terres convoitées (notamment Antioche) que de placer les croisés dans une situation de dépendance envers la puissance byzantine. Cette ambition le pousse plus tard à s'impliquer dans une aventureuse croisade en Égypte, une région où l'influence de l'Empire ne s'est pas faite sentir depuis longtemps.

## La campagne italienne et le papeAdrienIV(1147-1158)

### RogerIIde Sicile
En 1147, Manuel doit faire face à une guerre avec Roger II de Sicile, dont la flotte s'est emparé de l'île byzantine de Corfou et en avait pillé les villes grecques. Dans un raid audacieux, Roger II pille Thèbes et Corinthe dans le sillage de la deuxième croisade. Toutefois, bien qu'ayant été distrait par une attaque des Coumans dans les Balkans, Manuel requiert l'aide des Vénitiens, qui défont Roger II grâce à leur redoutable flotte. En 1149, Manuel recouvre la suzeraineté sur Corfou et se prépare à mener une offensive contre les Normands. Manuel envoie Michel Paléologue (fils de Georges Paléologue) et Jean Doukas avec des troupes byzantines et une bonne quantité d'or pour envahir l'Apulie en 1155. Les deux généraux s'avisent de chercher le soutien de l'empereur romain germanique Frédéric Barberousse, passé du côté des ennemis des Normands de Sicile et se présentent au sud des Alpes à ce moment. Frédéric refuse son aide car ses armées sont démoralisées et ses hommes le pressent de retourner au nord des Alpes aussi tôt que possible,. Néanmoins, avec l'aide de barons locaux déchus — et notamment le comte Robert II de Loritello —, l'expédition de Manuel progresse de manière stupéfiante, aidée par la rébellion de toute l'Italie du Sud contre la couronne sicilienne, affaiblie par la mort de Roger II. S'ensuit un enchaînement de succès spectaculaires, avec la prise de nombreuses places fortes, soit par la force, soit achetées par l'or byzantin. L'objectif de Manuel est alors de s'emparer des anciens territoires du catépanat d'Italie, encore largement peuplés de Grecs, espérant ainsi sécuriser la rive occidentale de l'Adriatique.

### Alliance byzantino-pontificale

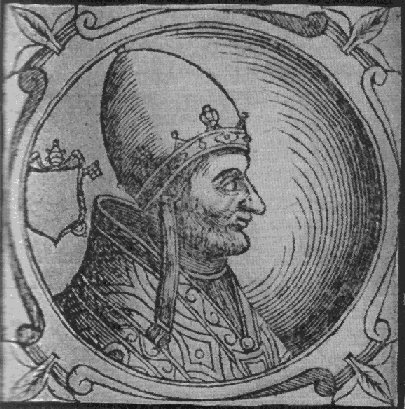
Le pape Adrien IV, qui négocia avec Manuel Ier Comnène contre le roi normand Guillaume Ier de Sicile.

La cité de Bari, qui avait été la capitale du catépanat d'Italie des siècles avant l'arrivée des Normands, ouvre ses portes à l'armée impériale, et ses habitants sont ravis de pouvoir démolir la citadelle normande, symbole de leur oppression. Encouragé par le succès, Manuel rêve d'une restauration de l'Empire romain au prix d'une union entre Églises orthodoxe et catholique, une perspective souvent offerte au pape au cours des négociations et des plans d'alliance avec lui.
S'il y eut jamais une chance de réunir les Églises d'Orient et d'Occident et de se concilier le pape, ce fut probablement le moment le plus favorable. La papauté n'est jamais en bons termes avec les Normands, sauf dans le cadre d'une menace militaire directe. Pour la papauté, avoir l'Empire romain d'Orient, considéré comme plus « civilisé », à sa frontière méridionale est préférable à avoir à gérer constamment les débordements des Normands de Sicile. Il est dans les intérêts du pape Adrien IV de sceller un accord si cela est possible, ce qui permettrait une considérable extension de l'influence papale sur toute la population chrétienne orthodoxe. Les négociations sont menées à la hâte et une alliance est formée entre Manuel et Adrien. Le sort des Siciliens paraît scellé.
À ce moment, alors que l'issue de la guerre semble favorable à Manuel, la situation commence à se détériorer. Le commandant byzantin et sébaste Michel Paléologue s'est aliéné les alliés de Constantinople par son arrogance, ce qui rompt la dynamique de la campagne, le comte Robert II de Loritello refusant même de lui parler. Malgré leur réconciliation, la campagne a perdu de son élan. Mais le pire est à venir : Michel est rappelé à Constantinople. Bien que son arrogance ait ralenti la campagne, il est un brillant général sur le champ de bataille et sa perte est un gros coup porté aux projets italiens de Manuel. Le tournant de la guerre est la bataille devant Brindisi, où les Siciliens lancent une contre-attaque d'envergure à la fois par la terre et par la mer. À l'approche de l'ennemi, les mercenaires engagés avec l'or de Manuel demandent des hausses de soldes impossibles à satisfaire. Quand cela leur est refusé, ils désertent. Même les barons locaux font défection et les forces de Jean Doukas se retrouvent désespérément en infériorité numérique. Les Siciliens enlèvent la victoire grâce à leur marine et Jean Doukas est capturé. La défaite de Brindisi sonne le coup d'arrêt du règne byzantin en Italie et en 1158, l'armée impériale s'en retire complètement,,. En la matière, l'intervention du protostrator Alexis Axouch est importante en ce qu'il parvient à négocier une paix honorable avec le roi de Sicile.

### Échec de l'union des Églises
Les espoirs d'une alliance durable avec le pape se heurtent aussi à des problèmes insurmontables. Les conditions imposées par le pape Adrien IV pour une union incluent la reconnaissance de son autorité religieuse sur tous les chrétiens où qu'ils soient et donc la reconnaissance de son autorité séculaire. Ni l'Orient ni l'Occident ne peuvent accepter de telles conditions ; même si un empereur pro-occidental comme l'est Manuel l'acceptait, les Grecs auraient refusé tout net une telle union, comme ils le feront deux siècles plus tard quand les Églises orthodoxe et catholique seront brièvement unies sous l'autorité du pape. Malgré ses manières amicales avec l'Église romaine, Manuel n'est jamais honoré du titre d'« auguste » par Adrien. En fin de compte, un tel accord est impossible et les deux Églises restent séparées depuis lors.
Malgré un coût très élevé, les résultats de la campagne italienne sont limités : la cité d'Ancône devient une base byzantine en Italie, acceptant l'empereur pour souverain ; les normands de Sicile sont affaiblis et font la paix avec l'Empire byzantin pour le reste du règne de Manuel ; la capacité de Constantinople à s'impliquer dans les affaires italiennes est démontrée. Enfin, s'il a parfois été considéré que Manuel désirait réinstaurer la puissance byzantine dans la péninsule italienne, voire qu'il voulait s'inscrire dans la lignée de Justinien en faisant de Constantinople la force dominante dans cette région, cette affirmation fait aujourd'hui l'objet d'une relativisation. Du fait du nombre relativement limité de soldats engagés, il est bien possible que l'empereur souhaitait surtout contrôler les cités italiennes côtière de la région des Pouilles, de manière à prévenir toute future menace normande sur la péninsule balkanique. En cela, l'accord de 1158 garantit l'Empire contre une menace sur sa façade occidentale.

### La politique italienne de Constantinople après 1158
Après 1158, la politique byzantine change du fait des nouvelles conditions politiques. Manuel décide de s'opposer à la volonté des Hohenstaufen d'annexer l'Italie où Frédéric Barberousse croit devoir reconnaître son pouvoir. Au commencement de la guerre entre Frédéric et les cités du nord de l'Italie, Manuel supporte activement la Ligue lombarde. Les murs de Milan détruits par les Allemands sont restaurés avec l'aide financière de l'Empire byzantin. La défaite de Frédéric à la bataille de Legnano en 1176 semble conforter la position de Manuel en Italie. Selon Jean Cinnamus, les villes de Crémone, Pavie et d'autres cités liguriennes plus petites se rallient à Manuel. Les relations de ce dernier avec Gênes et Pise sont aussi particulièrement bonnes. Toutefois en mars 1171, Manuel rompt brutalement avec Venise, arrêtant les 20 000 Vénitiens présents sur le territoire impérial et confisquant leurs propriétés. En représailles, Venise envoie 120 navires contre l'Empire byzantin. Mais du fait d'une épidémie et de l'action d'une flotte byzantine de 150 navires, l'armada vénitienne doit se replier sans avoir obtenu de succès probants. Jusqu'à la mort de Manuel, les relations entre Constantinople et Venise restent mauvaises[réf. nécessaire].

## La frontière danubienne (1150-1180)

### Défaite de la Hongrie et soumission des Serbes

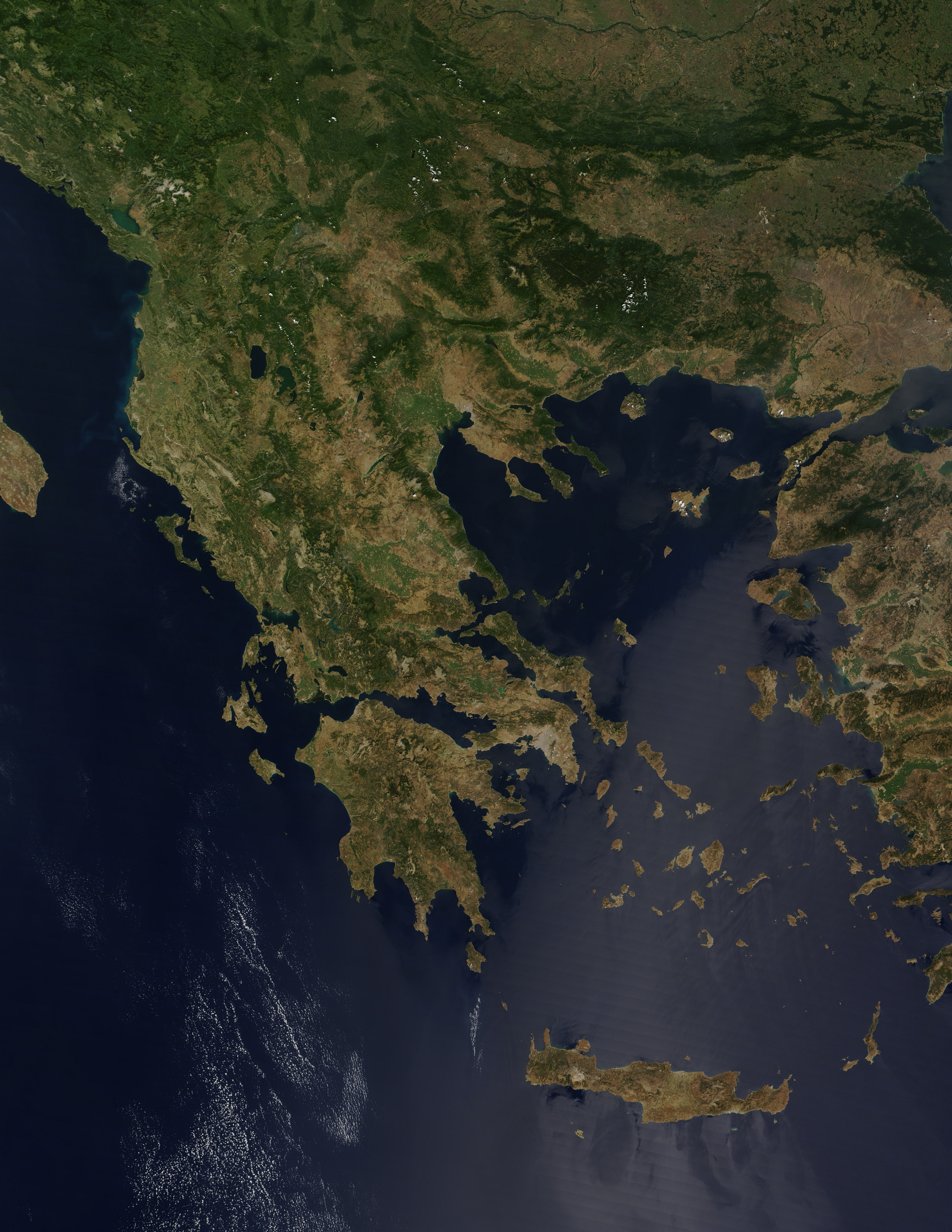
Manuel régna sur tous les Balkans du Danube (nord-est) au Péloponnèse (sud-ouest).

Sur sa frontière septentrionale, Manuel redouble d'efforts pour préserver les conquêtes effectuées par Basile II plus d'une centaine d'années auparavant et maintenues, parfois de façon ténue, depuis lors. Les Serbes sont régulièrement en rébellion contre l'autorité impériale et menacent la Pax Byzantina instaurée dans les Balkans tandis que les Hongrois peuvent à la fois soutenir les Serbes et concurrencer l'Empire byzantin en se rapprochant de la principauté russe de Kiev, traditionnellement dans la sphère d'influence byzantine. Surtout, les Normands incitent les peuples balkaniques à se soulever. À l'image de sa politique italienne, Manuel désire affaiblir l'État hongrois, en faire une sorte de vassal de l'Empire, de manière à sauvegarder les intérêts vitaux de Constantinople.
En 1149, il se détourne de l'Italie pour mater une révolte des Serbes autour de la cité de Ras, qu'il réussit à reprendre, de même que la forteresse de Galić, capturant de nombreux prisonniers et forçant les Serbes à reconnaître la suzeraineté byzantine. Avec la Hongrie, les relations oscillent entre trêves et guerres. Souvent, les Hongrois sont appuyés par les Normands, souvent avec l'intention de s'étendre vers le nord-ouest des Balkans. Manuel doit renforcer les positions byzantines à Belgrade et Branicevo. Dans les guerres de 1151-1153 et 1163-1168, Manuel mène ses troupes en Hongrie et opère un spectaculaire raid en profondeur dans le territoire ennemi dont il rapporte un butin substantiel. En 1162-1163, un conflit de succession au royaume de Hongrie éclate entre Étienne III, soutenu par le Saint-Empire et Étienne IV, soutenu par Manuel Ier. Finalement, ce dernier s'associe à un frère d'Etienne III, Béla, à qui il donne aux fiançailles sa fille, Marie. En échange, le roi Géza II, sur le point de mourir, accepte de céder en guise de dot un large territoire frontalier. A son décès, c'est bien Etienne III qui s'impose en 1162 et Manuel ne peut faire valoir ses droits. En 1164, Manuel conquiert Sirmium, probablement incluse dans la dot.
En 1165, Etienne III tente de contre-attaquer mais Manuel requiert l'aide de Venise qui lance ses navires à l'assaut de la Dalmatie et reprend Zara alors que Manuel s'avance sur le Danube. Etienne III doit renoncer à Sirmium et Manuel se retire non sans laisser d'importantes garnisons à la frontière. L'année suivante, des généraux hongrois attaquent de nouveau la Dalmatie et Sirmium, sans succès notables. La Dalmatie est alors partagée entre une partie byzantine au sud de Zara et une partie vénitienne au nord de cette même ville.
En 1167, une victoire décisive près de Sirmium permet à Manuel de conclure un traité de paix par lequel la Dalmatie et d'autres territoires aux confins de l'Empire comme la Croatie et la Bosnie lui sont cédés. L'héritier hongrois Béla de Hongrie est envoyé à Constantinople pour y être éduqué à la cour de Manuel, dont l'intention est de le marier à sa fille, Maria, et de faire de lui son héritier, assurant ainsi une union durable entre la Hongrie et l'Empire. À la cour, Béla prend pour nom Alexis et reçoit le titre de despote qui n'avait été jusque-là utilisé que pour désigner l'empereur lui-même. Cependant, quand son fils naît, l'empereur rompt cet engagement mais il aide le jeune Béla à s'emparer du trône hongrois en 1172.

### Une économie florissante
Néanmoins, les plans de Manuel sont pour l'essentiel couronnés de succès dans les Balkans. La Hongrie est réduite à un état de dépendance et Manuel y impose sa volonté pour le choix du roi : Béla III de Hongrie est couronné en 1172. Manuel étend les frontières de l'Empire assurant la sécurité de toute la Grèce et de la Bulgarie. Ceci permet aux provinces occidentales de connaître un nouvel essor économique qui avait déjà commencé aux temps de son grand-père Alexis Ier Comnène et qui continue jusqu'à la fin du siècle. Il a été soutenu en effet que Constantinople au XIIe siècle était plus riche et plus prospère qu'à aucune autre époque depuis l'invasion perse sous Héraclius, près de cinq siècles plus tôt. De nouvelles constructions et de nouvelles églises édifiées à cette époque, notamment dans des endroits reculés attestent de ce développement économique également réparti dans l'ensemble des provinces européennes.
Bien qu'il soit vrai qu'à la fin du IXe siècle les cités de l'Empire avaient commencé à se rétablir dans leur puissance perdue à la suite des invasions arabes et slaves de l'Antiquité tardive, cette progression est brutalement interrompue par la défaite à la bataille de Manzikert en 1071 et la guerre civile qui précéda l'accession au trône d'Alexis Ier. Ce n'est que le succès des Comnènes qui empêcha une disparition totale de l'Empire et c'est sous cette fortune que le développement urbain reprit. Manuel est le digne continuateur de cette politique[réf. nécessaire].

### Constantinople et le commerce

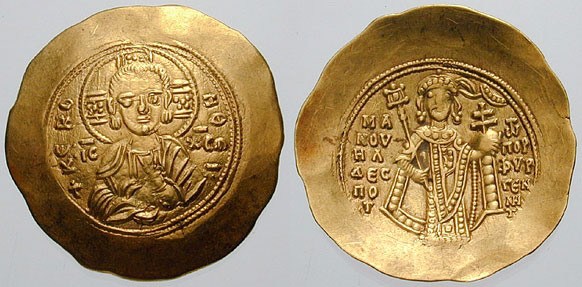
Hyperpérion émis par Manuel Ier Comnène.

La population de Constantinople approche le demi million d'habitants durant le règne de Manuel, faisant d'elle de loin la plus grande cité en Europe. De plus, la capitale byzantine est en expansion.
Le caractère cosmopolite de Constantinople est renforcé par l’arrivée de marchands italiens et de croisés en route pour la Terre sainte. Les Vénitiens et d'autres ouvrent des ports et des comptoirs en mer Égée, envoyant des biens des royaumes croisés d'Outremer et de l'Égypte fatimide à l'ouest et commerçant avec Constantinople. Ces commerçants des mers stimulent la demande dans les villes et les cités de Grèce, Macédoine et des îles grecques, générant des nouvelles sources de revenus dans des sociétés à dominante agricole[réf. nécessaire].
Thessalonique, la seconde ville de l'Empire, accueille la célèbre foire d'été qui attire sur ses étalages les commerçants de toute la péninsule balkanique et même d'encore plus loin. À Corinthe, la production de soie alimente une économie prospère. Tout cela est témoignage de la réussite des empereurs Comnène à assurer une « Pax Byzantina » dans ses territoires historiques.

## L'invasion de l'Égypte (1162-1169)

### Alliance avec le royaume de Jérusalem

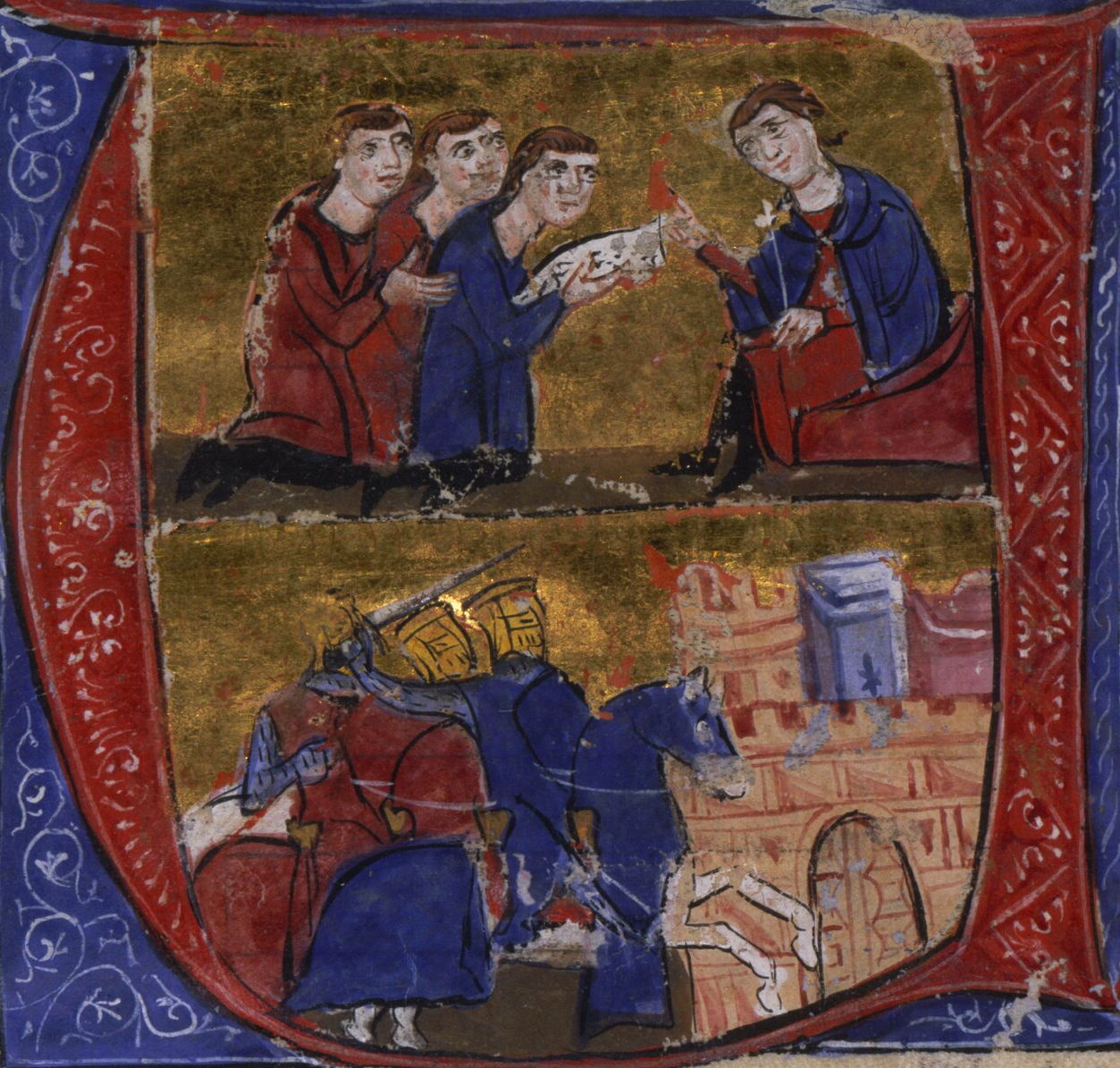
Alliance entre Amaury Ier de Jérusalem et Manuel Ier Comnène et les croisés devant Péluse.

Le contrôle de l'Égypte était un vieux rêve du royaume croisé de Jérusalem. Seule une alliance avec Constantinople pourrait le réaliser. Ainsi, outre la reconnaissance de la suzeraineté de Manuel sur Antioche et Jérusalem en 1159, les deux puissances scellent leur alliance par des mariages dans les années 1160 : en 1162, Manuel épouse Marie d'Antioche, fille de Raymond de Poitiers, tandis que Amaury Ier de Jérusalem, roi de Jérusalem épouse en 1167 la petite-nièce de Manuel Ier, Marie Comnène. En 1168, une alliance formelle est négociée et en 1169, il envoie une expédition conjointe avec le roi Amaury en Égypte. L'expédition est une démonstration de force pour l'Empire qui envoya près de 200 navires — dont beaucoup étaient des vaisseaux de guerre équipés de siphons à feu grégeois et d'armes de siège — ainsi qu'une armée qui représente un investissement de ressources substantiel pour les Byzantins, tout cela sous le commandement d'Andronic Kontostéphanos,. L'historien croisé Guillaume de Tyr, qui négocia cette alliance, est particulièrement impressionné par les bateaux de transport lourds qui furent utilisés pour l'acheminement de la cavalerie.
Bien qu'une attaque d'une telle portée et aussi éloignée du centre de gravité de l'Empire puisse sembler extraordinaire — la dernière fois que l'Empire avait essayé quelque chose de cette ampleur, c'était pour l'invasion de la Sicile près de 120 ans plus tôt, et cela s'était soldé par un échec — cela peut s'expliquer par la politique extérieure de Manuel qui, comme expliqué précédemment, utilisait les Latins pour s'assurer de la survie de l'Empire. Cet intérêt aux affaires du monde mena Manuel à intervenir en Égypte, car on croyait alors que dans le contexte d'un conflit plus large entre les États croisés et les puissances islamiques orientales, le contrôle de l'Égypte serait le facteur décisif pour avoir l'ascendant sur l'autre camp[réf. nécessaire].

### Le charme de l'Égypte

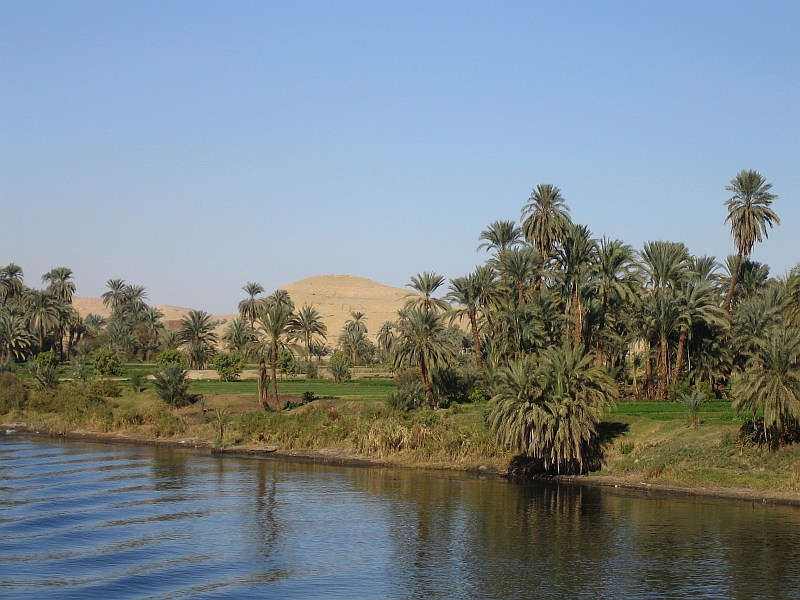
Les richesses du Nil excitèrent l'imagination de Manuel Ier Comnène.

Une invasion réussie de l'Égypte aurait plusieurs avantages pour l'Empire byzantin. Tout d'abord, elle empêcherait les puissances islamiques de la région d'expulser les croisés hors de Terre Sainte. En second lieu, l'Égypte est une province riche et, à l'époque de l'Empire romain, avait pourvu à la majeure partie du blé et des grains nécessaires à Constantinople, avant qu'elle ne tombe sous la domination arabe au VIIe siècle. Les revenus que l'Empire peut espérer gagner de la conquête de l'Égypte sont considérables, même s'il faudrait les partager avec les croisés. De plus, cela lierait les croisés plus étroitement avec l'Empire, un but que Manuel aura poursuivi avec détermination tout au long de son règne et qui sera devenu évident quand le roi Amaury plaça son royaume entier sous la protection de Manuel, se reconnaissant le vassal du Basileus. Néanmoins, c'est un arrangement personnel, dans la tradition féodale de l'Europe de l'Ouest, et en tant que tel uniquement applicable tant que Manuel et Amaury sont les dirigeants de leurs États respectifs[réf. nécessaire].

### Des opportunités perdues
On pourrait s'attendre à un soutien de l'invasion par les chrétiens coptes, qui avaient vécu sous un régime islamique pendant près de 500 ans. Cependant, à cause de l'impossibilité pour les croisés et les Byzantins de coopérer pleinement, les chances de prendre l'Égypte s'envolent. La flotte byzantine n'a apporté des provisions que pour trois mois, ce qui laisse à supposer que l'objectif des Byzantins est surtout d'établir une tête de pont plutôt que d'envahir la région. Toutefois, le temps que les croisés soient prêts, l'approvisionnement vient déjà à manquer et la flotte doit se retirer après une vaine attaque contre Damiette. Chaque côté cherche à blâmer l'autre pour l'échec, mais tous deux se savent dépendants l'un de l'autre : l'alliance est maintenue et de nouveaux plans sont établis. Une flotte byzantine de 150 navires se présentent à Acre, dans l'espoir de se coordonner avec la croisade de Philippe d'Alsace, mais ce dernier renonce au financement de la conquête de l'Égypte et celle-ci est définitivement abandonnée,,.
En fin de compte, les annales du règne de Manuel Ier Comnène ne relatent que peu cette expédition contre l'Égypte, à cause de son échec et des choses de plus grande importance comme l'essor de la république de Venise et des Seldjoukides. Cependant, les conséquences de cet échec sont sérieuses. Manuel a investi beaucoup de temps, d'argent et d'hommes dans l'attaque contre l'Égypte, des ressources qui auraient été mieux utilisées contre les Turcs en Anatolie[réf. nécessaire].
Le sultan Kılıç Arslan II profite de ce répit pour éliminer ses rivaux et étendre son pouvoir sur l'Asie mineure. Le rapport de forces en Méditerranée orientale est en train de changer et les effets de l'insuccès en Égypte se feront encore sentir longtemps après la mort de Manuel. La montée d'un jeune général kurde, Saladin, aidé de son oncle Shirkuh, n'est possible que grâce à sa conquête réussie de l'Égypte durant la même année, 1169 ; et les armées de Saladin reconquerront Jérusalem, ce qui déclenchera la troisième croisade[réf. nécessaire].

## Les relations avec la Rus' de Kiev
Manuel Ier Comnène tente de faire rentrer les principautés russes dans son réseau diplomatique dirigé contre la Hongrie et, dans une moindre mesure, contre la Sicile normande. Dès lors, deux camps se forment en Rus' kiévienne : les pro et les anti-byzantins. À la fin des années 1040, trois princes se disputent la domination sur les principautés « russes ». Le prince Iziaslav II de Kiev est allié à Géza II de Hongrie et donc opposé aux Byzantins tandis que le prince Iouri Dolgorouki de Souzdal est leur allié et que Vladimirko de Galicie est décrit comme un vassal de Manuel. La principauté de Galicie, située aux frontières septentrionales et orientales de la Hongrie, est d'une grande importance stratégique dans le conflit entre Hongrois et Byzantins. À la suite de la mort de Iziaslav II et de Vladimirko de Galicie, la situation se renverse quand Iouri Dolgorouki prend Kiev et que Iaroslav Ier Osmomysl, le nouveau dirigeant de la Galicie, adopte une posture pro-hongroise[réf. nécessaire].
En 1164-1165, Andronic Comnène, le cousin de Manuel et futur empereur s'échappe de sa captivité et rejoint la cour de Iaroslav en Galicie. Cette situation attise le danger d'une revendication du trône byzantin par Andronic qui est maintenant soutenu par les Hongrois et la Galicie. Cela relance la diplomatie byzantine. Manuel pardonne à Andronic et le persuade de revenir à Constantinople en 1165. Une ambassade envoyée auprès de Rostislav Ier, le souverain de Kiev, permet la signature d'un traité favorable à Constantinople et la promesse de l'envoi de troupes auxiliaires par Rostislav. De plus, Iaroslav accepte de renoncer à ses soutiens hongrois et retourne sous l'influence byzantine. Jusqu'en 1200, les princes de Galicie rendent de grands services à l'Empire byzantin en combattant les Coumans ennemis de l'Empire.
La restauration de bonnes relations avec la Galicie a des effets bénéfiques pour l'Empire. Ainsi, en 1166, il envoie deux armées attaquer les provinces orientales de la Hongrie dans un vaste mouvement en tenaille. Une armée traverse les plaines valaques et entre en Hongrie en passant par les Alpes de Transylvanie tandis que la deuxième armée passe par la Galicie où elle bénéficie de l'aide de Iaroslav pour traverser les Carpates[réf. nécessaire].

## Kılıç ArslanIIet les Seldjoukides (1162-1180)

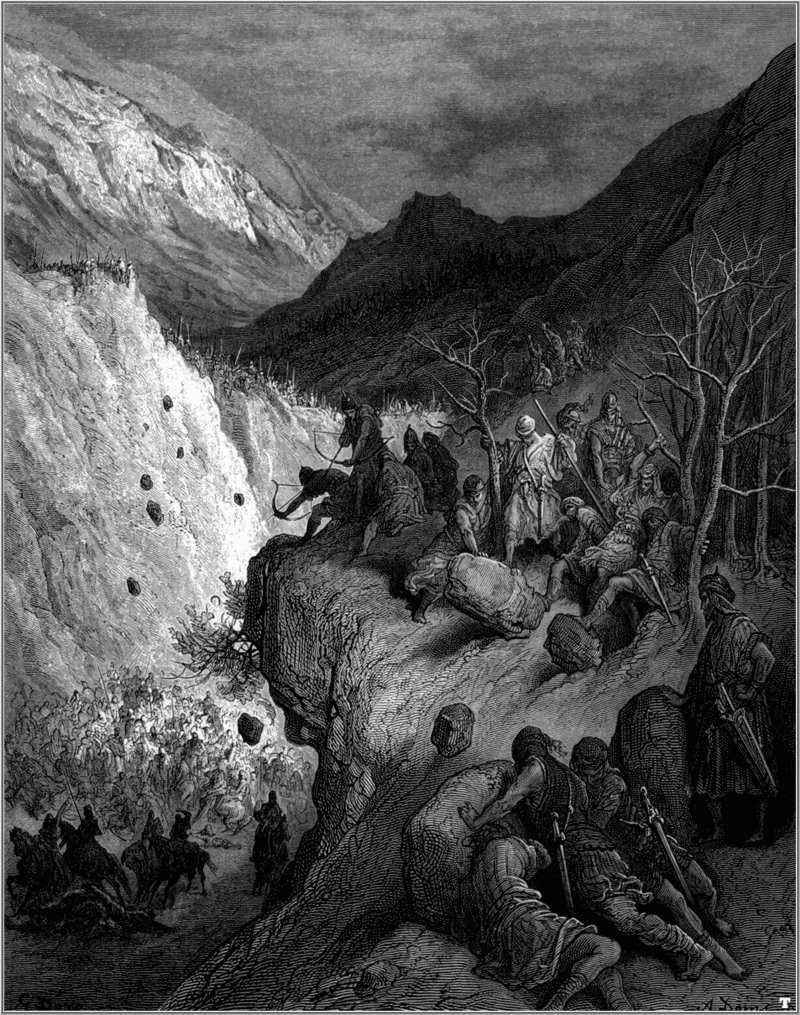
Embuscade turque, illustration de Gustave Doré.

Dans les premières années du règne de Manuel, l'Asie Mineure n'est pas une préoccupation principale de l'empereur alors même que ses prédécesseurs se sont efforcés de reprendre du terrain aux Turcs. Ainsi, il maintient de bonnes relations avec Mas`ûd Ier en dépit du passage de la deuxième croisade. Seule une campagne de représailles à des raids en Cilicie est conduite par Manuel jusqu'aux environs de Konya, en 1145-1146. Kılıç Arslan II, sultan à Konya à partir de 1155, doit composer avec d'autres princes turcs établis en Asie Mineure : les Danichmendides dans la région de Sivas et Chahanchah, frère de Kılıç Arslan, en Paphlagonie. En 1158, Manuel parvient à obtenir la rétrocession des forteresses de Ponoura et Sybilla. Alors qu'il se rend vers Antioche, il en profite pour battre les Turcs et les Arméniens de la Cilicie, ce qui lui permet de refaire de cette région une province byzantine. En 1159, alors que Manuel rentre à Constantinople, son arrière-garde est attaquée par les Turcs à Cotyaeum. Manuel réagit en 1160-1161. Composant une coalition formée de la principauté d'Antioche, des Byzantins, des Arméniens de Cilicie et de Chahinchah, il confie une armée à Jean Kontostéphanos qui inflige une défaite aux Seldjoukides en 1160. L'année suivante, Georges III de Géorgie, un autre allié des Byzantins, bat Kılıç Arslan et l'émir d'Akhlat, Nasir al-Din. Kılıç Arslan accepte alors de jurer fidélité à l'Empire et il se rend à Constantinople pour négocier la paix.
L'accord garantit la stabilité du front oriental pour les Byzantins, ce qui autorise Manuel à s'intéresser aux affaires européennes. Il prévoit aussi le partage des terres des Danichmendides, qui ne tardent pas à perdre en influence après la mort de Yağıbasan en 1164. Les Byzantins doivent récupérer la région de Sébastée. Néanmoins, en 1169, profitant que Manuel est occupé par sa tentative égyptienne, Kilic Arslan lance une attaque contre les Danichmendides implantés à Césarée, dont il s'empare. Il s'assure aussi de la soumission de Chahinchah, ce qui accroît notablement son influence. Pour Manuel, la situation est complexe car les Danichmendides sont les vassaux de Nur ad-Din, l'ennemi des croisés dont l'empereur se veut le protecteur. De ce fait, il consent par défaut à l'expansionnisme des Seldjoukides.
La situation dégénère en 1172 quand Nu ad-Din s'allie avec les Seldjoukides et Mleh, le chef des Arméniens de Cilicie, contre les Byzantins. Les Arméniens s'emparent ainsi de Tarse et d'Adana. Kilic Arslan ne lance pas d'offensives, mais multiplie les initiatives contre Manuel Ier. Finalement, la mort de Nur ad-Din en 1174 ouvre la voie à la conquête des derniers territoires danichmendides par les Seldjoukides, notamment la ville de Sébastée pourtant promise aux Byzantins. Pour Manuel, la menace devient trop grande car les Turcs ne sont plus divisés sur le plateau anatolien mais unis sous une même bannière. En 1175, il lance deux expéditions, l'une sur Amasée, dirigée par Michel Gabras et l'autre sur la Paphlagonie, sous la conduite de Chahinchah, passé du côté impérial. Les deux armées essuient des revers, de même que celle envoyée plus tardivement vers Néocésarée, dont les habitants refusent d'ouvrir leurs portes. Ces échecs confirment la fragilité de la position byzantine au coeur du plateau anatolien.
Finalement, en 1176, Manuel réunit une grande armée, de près de 25 000 hommes et érige de nouvelle fortifications à Dorylée. Son objectif est clairement de s'emparer d'Iconium, la capitale des Seldjoukides et d'annihiler la menace turque. Kilic Arslan lance des négociations de paix, repoussées par Manuel. Manuel et son armée s'avancent alors vers le centre de l'Anatolie mais négligent d'envoyer des éclaireurs avant de pénétrer dans la passe de Myrioképhalon. Là, le 17 septembre, les Turcs tendent une embuscade et remportent une importante victoire. En détruisant notamment les machines de siège des Byzantins, ils les privent de tout espoir de prendre Iconium et Manuel doit se replier. Cette bataille est l'une des plus célèbres de l'histoire byzantine et, à l'image de la bataille de Manzikert un siècle plus tôt, a pu être décrite comme un désastre. Néanmoins, les pertes byzantines restent relativement limitées mais la bataille atteste surtout de la résilience du sultanat de Roum et démontre définitivement l'incapacité des Byzantins à reconquérir le plateau anatolien. Si Manuel a été rendu responsable de cet échec, en raison notamment de la dispersion de ses efforts diplomatiques, Korobeinikov rappelle que la dissolution de l'émirat des Danichmendides permet aux Seldjoukides d'unifier les efforts turcs, tandis que la population grecque toujours présente au sein du sultanat tend à coopérer avec les autorités turques. Selon les termes par lesquels le sultan seldjoukide permet à Manuel et à son armée de partir, les Byzantins doivent démanteler des fortifications de Dorylée et de Siblia.
Malgré cet échec, les capacités opérationnelles de l'armée byzantine demeurent intactes. Les pertes sont rapidement comblées et l'année suivante, les forces de Manuel dirigées par Jean Comnène Vatatzès défont une attaque seldjoukide lors de la bataille d'Hyelion et Leimocheir. Une autre campagne reprend même des territoires en 1177.
Cependant, la bataille a de sérieux effets sur la vitalité de Manuel selon Choniatès ; sa santé décline graduellement et il succombe dans une lente agonie fiévreuse. De plus, les Turcs prennent l’avantage, Manuel ne les attaque plus et, après sa mort, ils commencent à se déplacer de plus en plus à l’ouest, sur le territoire byzantin.

## La réforme judiciaire
Au niveau intérieur, le règne de Manuel se caractérise entre autres par un important remaniement du système judiciaire de l'Empire byzantin. Ce dernier repose sur un grand nombre de textes de lois édictés lors des siècles précédents. Cette base juridique n'est pas remise en cause car les Basiliques restent le texte de loi fondamental mais son application nécessite une réforme. En effet, la perte d'une grande partie de l'Asie mineure contraint les Byzantins à réformer leur système judiciaire tout comme ils doivent réformer l'ensemble de leur administration. Au cours du XIIe siècle, la justice byzantine est victime d'abus dont l'un des plus représentatifs est la longueur souvent excessive des procès causée par le dogmatisme exacerbé des hommes de loi byzantins. En mars 1166, Manuel publie une ordonnance pour résoudre ce problème. Cette ordonnance touche avant tout la justice de la ville de Constantinople. Les tribunaux de la ville impériale sont divisés en quatre sections avec un président entouré d'assesseurs. Ces derniers peuvent changer de sections à volonté au risque que l'une d'entre elles soit délaissée. Manuel remédie au problème en obligeant les assesseurs dans leur section d'origine. De plus, les procès criminels ne doivent pas excéder une durée de 2 ans tandis que les procès civils doivent se terminer dans un délai de 3 ans. Les appels doivent être rendus l'année suivant le premier jugement. Ces mesures ont toutes pour objectif de réduire la lenteur des tribunaux[réf. nécessaire].
Manuel cherche aussi à réduire les cas de saisine du Tribunal impérial. Celui-ci reste cantonné à son rôle de cour d'appel dans les jugements civils mais continue de juger en première instance pour le pénal. Il est alors présidé par l'éparque et sa neutralité reste très formelle surtout en ce qui concerne les questions politiques. Ainsi, Jean Glykys est condamné à être aveuglé pour avoir critiqué un article de Manuel en faveur de l'astrologie sans bénéficier des garanties normalement données à l'accusé[réf. nécessaire].

## Politique religieuse
Comme souvent dans l'Empire byzantin, des controverses théologiques parsèment le règne de Manuel. En 1156-1157, la plus importante éclate. Elle concerne directement le Christ et interroge la finalité de son sacrifice. Est-il effectué pour Dieu et le Saint-Esprit en échange de la dette du pêché ou aussi pour lui-même ? Un synode tenu dans la capitale en 1157 adopte la formule suivante : « Le sang sacré du Seul Engendré est offert non seulement au Père mais aussi au Fils et au Saint-Esprit », en dépit du désaccord du patriarche d'Antioche, Sotérichos Panteugénos, qui est immédiatement démis de sa fonction.
Dix ans plus tard, une autre controverse éclate, à propos d'une parole du Christ : « Mon Père est plus grand que Moi », qui interroge sur les relations entre la nature humaine et la nature divine du Christ. Démétrios de Lampe, un diplomate revenu d'Occident, dénonce l'interprétation latine de cette phrase, selon laquelle elle implique que le Christ est inférieur à son Père en ce qui concerne sa nature humaine mais l'égale concernant sa nature divine. Il s'oppose en cela à Manuel Ier, probablement favorable à un consensus en vue d'un rapprochement avec la papauté. Il estime que la formule occidentale est sensée. Il convoque un nouveau synode, le 2 mars 1166. Soutenu par le patriarche Luc Chrysobergès, il voit sa vision s'imposer. Ceux qui s'y opposent voient leur propriété confisquée ou sont exilés.

## Contestations et révoltes

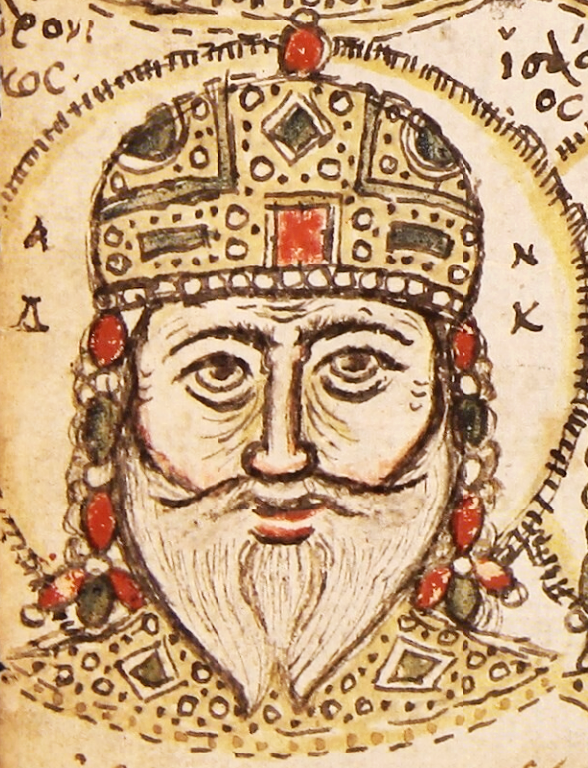
Portrait du futur empereur Andronic Ier Comnène dans le mutinensis gr. 122, cousin de l'empereur dont il conteste régulièrement l'autorité.

Sous Manuel, différentes contestations de l'autorité impériale sont à mentionner, en particulier celles de son cousin, Andronic Comnène. issue d'une branche cadette de la famille des Comnènes, il tente à plusieurs reprises de se révolter. En 1153, nommé sur la frontière hongroise, il semble profiter des négociations avec le royaume de Hongrie pour obtenir le soutien de ce dernier à son ambition impériale. Il est alors rappelé à Constantinople par Manuel Ier, qui fait preuve à son égard d'une certaine indulgence. Il l'emprisonne néanmoins vers 1154 ou 1155 après des altercations avec des dignitaires impériaux, dont Jean Doukas Kamatéros mais Andronic parvient à s'enfuir quelques années avant de revenir à Constantinople. A nouveau, il marque une certaine défiance, notamment envers le mariage de Béla III avec Marie Comnène. Manuel l'envoie alors en Cilicie pour l'éloigner de la capitale. Bientôt, Andronic part en quête de soutiens parmi les Etats latins d'Orient et Manuel tente de le faire arrêter. Finalement, après des années d'errance, Andronic est rappelé à Constantinople par Manuel alors que celui-ci commence à voir sa mort venir, au début de l'année 1180, probablement pour le placer auprès de son jeune fils Alexis II et éviter qu'il ne fomente de complots à l'extérieur de l'Empire,.
Dans une tout autre configuration, Théodore Styppéiotès est accusé de comploter contre l'empereur par Jean Doukas Kamatéros, probablement jaloux de sa proximité avec Manuel Ier. Il fait dévoiler sa correspondance avec Guillaume II de Sicile pour le faire accuser de collusion avec l'ennemi et Manuel ordonne de l'aveugler et de lui trancher la langue,. Autre personnage central de la cour byzantine soupçonné de conspiration, Alexis Axouch est arrêté entre 1167 et 1170. Il est notamment accusé de sorcellerie et d'avoir voulu empoisonner l'impératrice, ce que Jean Cinnamus juge crédible mais pas Nicétas Choniatès. Enfin, Isaac Aaron, interprète de l'empereur dans ses relations diplomatiques, est accusé de collusion avec les adversaires de l'Empire et, comme Styppéiotès, est aveuglé et a la langue tranchée.
Dans l'ensemble, en-dehors des agitations provoquées par Andronic Comnène, qui ne mettent jamais vraiment en péril le pouvoir de Manuel Ier, le règne de ce dernier connaît une réelle stabilité politique. Néanmoins, cela ne masque pas les fragilités du système de gouvernement des Comnènes, qui repose fortement sur la personnalité de l'empereur et sa capacité à s'imposer face aux grandes familles aristocratiques. En outre, l'Empire peine de plus en plus à affirmer son autorité sur l'ensemble des populations au sein de ses frontières, en particulier à ses marges. L'incapacité des généraux byzantins à pénétrer dans les cités d'Amasée et de Néocésarée, à la lisière du sultanat de Roum et majoritairement peuplées de Grecs, en est un exemple frappant. Cela témoigne d'une prise de distance de certaines provinces ou régions de la sphère byzantine traditionnelle avec Constantinople.

## Un bilan en demi-teinte

Carte de l'Empire byzantin en 1180 à la mort de Manuel Ier Comnène.

Jeune homme, Manuel avait été déterminé à restaurer la force et la prédominance de l'Empire byzantin sur le pourtour de la mer Méditerranée. Jusqu'à sa mort, il s'est écoulé 37 ans depuis le jour singulier où son père le proclama empereur dans les étendues sauvages de Cilicie. Ces années ont vu Manuel impliqué dans des conflits de tous les côtés. Le père et le grand-père de Manuel avaient travaillé patiemment à résorber les dommages faits à la suite de la bataille de Manzikert. Grâce à leurs efforts héroïques, l'Empire dont Manuel hérite est plus fort et mieux organisé qu'à aucun autre moment dans les cent précédentes années. Au temps de son avènement, beaucoup espèrent que son règne sera le point culminant de toutes les réalisations de la dynastie des Comnènes[réf. nécessaire].
Moins pieux que son père, Jean II Comnène, Manuel s'est montré un brillant et énergique empereur qui voyait des possibilités partout et dont la vision optimiste a influencé son approche de la politique étrangère. Cependant, en dépit de ses prouesses militaires, Manuel ne remplit que modestement son objectif de restaurer l'Empire byzantin. En fait, il réussit à unifier beaucoup de ses voisins dans une haine commune qui en fait des ennemis, plutôt que de jouer les uns contre les autres. Se serait-il plus concentré sur la situation en Anatolie, que Manuel aurait sans doute réussi le but de son père, qui était d'expulser les Seldjoukides de régions cruciales. Au lieu de cela, il laisse son attention accaparée par des aventures risquées en Italie et en Égypte qui en fin de compte ne rapportent presque rien à l'Empire. Ses victoires sont contrebalancées par des défaites, quelques-unes coûteuses non seulement en termes d'opportunités manquées, mais aussi en termes de dépenses pour le Trésor impérial. L'historien byzantin Nicétas Choniatès critiqua Manuel pour avoir augmenté les taxes : l'argent ainsi levé est dépensé sans compter aux dépens de ses sujets. Les dépenses occasionnées par cette politique étrangère expansionniste, une attitude généreuse vis-à-vis de l'argent combinée avec une magnificence somptueuse de sa cour ont asphyxié les ressources financières de l'État.
Les problèmes qu'il crée sont, dans une certaine mesure, compensés par ses succès, et en particulier dans les Balkans, mais étant donné l'effondrement rapide de l'Empire byzantin qui suit sa mort, il eût mieux valu déployer les ressources disponibles plus précautionneusement, soit en renforçant le Trésor, soit en se concentrant sur des aventures moins périlleuses. Sa politique pro-occidentale cause beaucoup de ressentiment au sein de l'Empire et conduit au massacre des Latins lors du retour d'Andronic Ier Comnène en 1182. Ces événements, parmi d'autres, mèneront à l'annexion de l'Empire durant la quatrième croisade. Rétrospectivement, certains commentateurs ont critiqué certains buts de Manuel, jugés irréalistes, en particulier les expéditions qu'il envoie en Égypte, vues comme un rêve de grandeur qui ne peut être réalisé. Pour Manuel, de telles initiatives étaient simplement des tentatives ambitieuses de tirer profit des circonstances qui se présentaient à lui.

### Legs
On se souvient de Manuel en France, en Italie et dans les États latins d'Orient comme du plus puissant souverain au monde. Une preuve parlante de l'influence de Manuel sur les États croisés peut être encore vue dans l'église de la Nativité à Bethléem, dont il finance une partie des travaux. Dans les années 1160, la nef est redécorée avec des mosaïques représentant les conciles de l'Église. Sur le mur sud, une inscription en grec dit : « le présent travail est fini par Éphraïm, peintre et mosaïste, sous le règne du grand empereur porphyrogénète Manuel Comnène, et au temps du grand roi de Jérusalem, Amaury ». Que le nom de Manuel soit placé en premier est symbolique et est une reconnaissance publique de son autorité sur tout le monde chrétien. Son rôle de protecteur des Chrétiens orthodoxes et des lieux saints chrétiens en général est aussi évident par ses tentatives réussies de garder ses droits sur la Terre sainte. Manuel a participé à la construction et à la décoration de beaucoup d'églises et monastères grecs en Terre sainte, dont le Saint-Sépulcre à Jérusalem, où, grâce à ses efforts, le clergé byzantin est autorisé à pratiquer la liturgie grecque chaque jour. Tout cela renforce sa position de suzerain des États latins, avec son hégémonie sur Antioche et Jérusalem reconnue par Renaud de Châtillon, le prince d’Antioche et Amaury Ier, le roi de Jérusalem. Cela, ajouté à ses succès dans les Balkans, doit être vu comme les plus grandes réussites du règne de Manuel Ier Comnène.
Manuel a aussi engagé une réforme de la justice afin que celle-ci soit plus favorable au requérant. Auparavant, la justice était en effet paralysée par les riches et les puissants de l'Empire qui multipliaient les recours et alourdissaient les procédures. Manuel fait donc du Grand drongaire de la Veille un juge civil et supprime des possibilités de recours, ce qui allège la charge de l'ultime organe de décision, le Tribunal impérial.
Durant les 37 années de règne, Manuel contrecarre toutes les tentatives d'attaque sur l'Empire de la part de puissances extérieures ; cependant, ses gains sont compromis par la défaite de Myriokephalon en 1176. À sa mort, l'Empire est une grande puissance, à l'économie prospère et aux frontières défendues et fortifiées, mais cette puissance affronte de sérieux problèmes internes. La puissance des Comnènes s'appuie sur un souverain fort pour en assurer la stabilité et la puissance de l'Empire. Or, après la mort de Manuel, la stabilité est sérieusement mise en danger de l'intérieur. Certains des ennemis de l'Empire sont à l'affût, guettant le moment propice pour attaquer, en particulier les Seldjoukides en Anatolie et les Normands en Sicile qui avaient déjà tenté d'envahir l'Empire à plusieurs occasions. Même les Vénitiens, les seuls alliés importants en Occident, sont en mauvais termes avec l'Empire à la mort de Manuel en 1180. Venise, inquiète de ses succès et des traités qu'elle a passés avec Pise en 1169 et en 1171, se lance dans un conflit qui rompt leur relation pendant 14 ans. Étant donné la situation, seul un empereur fort peut juguler les menaces auxquelles l'Empire doit faire face et renflouer le Trésor. Or, la mort de Manuel ouvre une période de régence, peu propice au maintien de la puissance byzantine[réf. nécessaire].

## Famille
Fils de Jean II Comnène et d'Irène de Hongrie (qui changea son nom hongrois — Piroska — à son mariage), il épousa :
- Berthe de Sulzbach (1110-1159) en premières noces en 1146, fille de Bérenger Ier de Soulzbach (en) et Adélaïde de Wolfratshausen (en). De cette union naquit :
  - Marie Comnène (1152-1182), fiancée à Béla III de Hongrie puis à Guillaume II de Sicile, et mariée ensuite en 1180 à Rénier de Montferrat (1162-1183),
  - Anne (1154-1158) ;
- Marie d'Antioche (1145-1182) en secondes noces en 1161, fille de Raymond de Poitiers prince d'Antioche et de Constance d'Antioche, qui lui donna pour enfant :
  - Alexis II Comnène (1169-1183).